# ジェイコブ・カスパー
ジェイコブ・カスパー（Jacob Kasper、1994年10月3日 - ）は、アメリカ合衆国ウェストバージニア州ホイーリング出身のプロレスラー。現在は、WWEでジュリアス・クリード（Julius Creed）のリングネームで活動。

## 来歴

### NXT
2020年10月、カスパーは、2018NCAAディビジョンIレスリングで、ジェラルド・ブリスコにスカウトされ、6月のトライアウトに参加し、WWEと契約。2021年2月、弟ドリュー・カスパーもWWEと契約。両者は、WWEパフォーマンスセンターへと配属された。2021年6月、カスパーは、リングネームをジュリアス・クリードと改名。2021年8月、クリード・ブラザーズは、ロデリック・ストロングとチームを組んだ。チーム名は、ダイアモンド・マイン。2021年8月24日にデビューを果たし、チャッキー・ヴィオラとパクストン・アベリルを破った。
2022年2月15日のNXTヴェンジェンス・デイで、クリード・ブラザーズは、MSKを破り、男子ダスティ・ローデス・タッグチーム・クラシックを優勝。6月4日のNXTイン・ユア・ハウスで、プリティ・デッドリーを破り、NXTタッグチーム王座を獲得。9月4日のWorlds Collideで、クリード・ブラザーズは、プリティ・デッドリーと対戦したが、NXTタッグチーム王座から落ちた。試合中、タッグパートナーのデーモン・ケンプに裏切られた。10月4日、デューク・ハドソンと対戦し、勝利。ハロウィン・ハボックでクリードは、元タッグパートナーのデーモン・ケンプと対戦し、勝利。

## 得意技

### フィニッシュ・ホールド
スライディング・ラリアット
尻餅をついた相手の首元に、助走してスライディングをするように体を滑り込ませながらラリアットを叩きつける。
シューティング・スタープレス

### 打撃技
ドロップキック

### 投げ技
パワースラム
スパインバスター
ガットレンチ・パワーボム
横から相手の胴クラッチして( サイド・スープレックスやレスリングのリフトを仕掛けるような体勢)で頭上まで持ち上げてパワーボムの形で相手を叩き落とす。
ボディスラム
ファイヤーマンズキャリー
ファイヤーマンズキャリー・スロー
相手の片腕を取り、その脇に自分の頭を入れて片腕をクラッチしたまま横に投げる。

## 獲得タイトル
WWE
- NXTタッグチーム王座 : 1回（w /ブルータス・クリード

## 入場曲
- All Rise
- The Tide Is Turning